# Hans Gustav Treplin
Hans Gustav Treplin (* 23. Januar 1935 in Heide (Holstein)) ist ein deutscher evangelischer Pastor.

## Leben
Hans Gustav Treplin wuchs in einer Pastorenfamilie im ländlichen Hanerau-Hademarschen auf. Seine Eltern waren die Handarbeitslehrerin Ingeborg Graeber (1904–1991) und der Propst Hans Treplin (1884–1982). Nach dem Abitur studierte er Theologie. Die Ordination erfolgte 1961 in der Nikolaikirche in Kiel. Danach war Treplin Hilfsgeistlicher in Nortorf, bevor er am 2. Dezember 1962 in eine Pfarrstelle der Kirchengemeinde Rendsburg-Neuwerk mit Amtssitz Westerrönfeld eingeführt wurde, die er bis 1977 innehatte. Von 1970 bis 1974 absolvierte er ein nebenberufliches Studium der Psychologie an der Christian-Albrechts-Universität zu Kiel, welches er mit einem Diplom abschloss.
Im Jahr 1977 wechselte Treplin nach Hessen und war bis zum Eintritt in den Ruhestand 2000 Vereinstgeistlicher und Geschäftsführer des Evangelischen Vereins für Innere Mission Frankfurt am Main. Während dieser Zeit entwickelte und prägte er die Innere Mission maßgeblich. Anlässlich ihres 140- und 150-jährigen Bestehens verfasste Treplin Festschriften.
Treplin lebt in Bad Homburg vor der Höhe und ist auch im Ruhestand aktiv in der Inneren Mission.

## Mitgliedschaften
- 1972–1977: Mitglied der Landessynode der Evangelisch-Lutherischen Landeskirche Schleswig-Holsteins

## Veröffentlichungen (Auswahl)
- mit Hans Dunker: Rund um die Dorf-Kirche. Ausblicke auf das Zeitgeschehen/Hans Treplin. Christian Jensen Verlag, Breklum 1964.
- Evangelischer Verein für Innere Mission Frankfurt am Main 1850–1990. Festschrift zur 140-Jahrfeier. Frankfurt am Main 1990.
- Evangelischer Verein für Innere Mission Frankfurt am Main 1850–2000. Festschrift zur 150-Jahrfeier. Frankfurt am Main 2000.
- Propst Hans Treplin und der Kirchenkampf. In: Rendsburger Jahrbuch 2002, Rendsburg 2002, S. 105–118.
- mit Frank Palun: 50 Jahre Frankfurter Verein für Private Hilfe an Gefährdeten e. V.: Zur Geschichte des Howard-Philipps-Hauses. Frankfurt am Main 2006.
- Frankfurter Kirchengeschicht(n) auf Medaillen. Evangelischer Regionalverband, Frankfurt am Main 2007, ISBN 3-922179-38-X.
- Hans Treplin (1884–1982). In: Karl Ludwig Kohlwage u. a.: ‚Was vor Gott recht ist‘. Kirchenkampf und theologische Grundlegung für den Neuanfang der Kirche in Schleswig-Holstein nach 1945. Dokumentation einer Tagung in Breklum 2015. Husum 2015, ISBN 3-7868-5306-1.